# Hooked On You
A Hooked On You című dal az első kimásolt kislemeze a német-amerikai származású Sydney Youngbloodnak, mely a Passion, Grace and Serious Bass... című stúdióalbumán található. A dal több slágerlistára is felkerült.

## Megjelenések
12"  Circa – YRT 65
- A1	Hooked On You (Hook, Line And Sinker Mix)	6:07
- A2	Hooked On You (Dub Mix) 5:12
- B1	(Let Me Be Your) Teddy Bear	1:46
- B2	Body And Soul	2:56

7"  Virgin – 114 248
- A	Hooked On You	4:30
- B	Body And Soul	2:56

## Slágerlista
| Slágerlista (1991)            | Legjobb helyezés |
| ----------------------------- | ---------------- |
| Australian ARIA Singles Chart | 120              |
| German Singles Chart          | 36               |
| UK Singles Chart              | 72               |
| SNEP                          | 35               |
| Sverigetopplistan             | 34               |
| Hitparade                     | 27               |